# Culex carcinophilus
Culex carcinophilus är en tvåvingeart som beskrevs av Dyar och Frederick Knab 1906. Culex carcinophilus ingår i släktet Culex och familjen stickmyggor. Inga underarter finns listade i Catalogue of Life.